# Tarski Lectures
Die Tarski Lectures der University of California, Berkeley sind eine Ehrung in mathematischer Logik im Andenken an Alfred Tarski. Die Ehrung wird seit 1989 jährlich vergeben.

## Preisträger
- 1989 Dana Scott
- 1990 Willard Van Orman Quine
- 1991 Bjarni Jónsson, Howard Jerome Keisler
- 1992 Donald A. Martin
- 1993 Alex Wilkie
- 1994 Michael O. Rabin
- 1995 Hilary Putnam
- 1996 Ehud Hrushovski
- 1997 Menachem Magidor
- 1998 Angus Macintyre
- 1999 Patrick Suppes
- 2000 Alexander Alexandrowitsch Rasborow
- 2001 Ronald Jensen
- 2002 Boris Zilber
- 2003 Ralph McKenzie
- 2004 Alexander S. Kechris
- 2005 Zlil Sela
- 2006 Solomon Feferman
- 2007 Harvey Friedman
- 2008 Yiannis N. Moschovakis
- 2009 Anand Pillay
- 2010 Gregory Hjorth
- 2011 Johan van Benthem
- 2012 Per Martin-Löf
- 2013 Jonathan Pila
- 2014 Stevo Todorčević
- 2015 Julia Knight
- 2016 William W. Tait
- 2017 Lou van den Dries
- 2018 Hugh Woodin
- 2019 Thomas Hales
- 2023 Richard Shore
- 2024 Sergei Startschenko, Kobi Peterzil
- 2025 Jeremy Avigad